# Вознесенский собор (Переяслав)
Вознесенский собор в Переяславе — православный храм, построенный в 1700 году по инициативе и на средства гетмана Ивана Мазепы как главное сооружение Вознесенского монастыря (XVI век). Типичный образец украинского барокко. Памятник архитектуры национального значения.

## История Собора
Первый камень в строительство собора был заложен в 1695 году. Окончание строительства датируется 1700 годом. По сведениям Бендерской комиссии на строительство этого собора гетман Мазепа выделил 300 000 золотых монет.
Собор был освящён 1 июня 1700 года с участием гетмана Мазепы, который подарил Пересопницкое Евангелие, на котором в настоящее время принимают присягу Президенты Украины.
Мать гетмана Мазепы — Мария Магдалина подарила вышитую золотом и серебром епитрахиль с надписью «Року 1700 місяца семтемрія 16 дня. Всечесная игумения Мария Магдалина справила». В этом же универсале гетман сообщает о поставлении в епископа Переяславского Захария Корниловича, который «вознесен быти до храму церквы престольной свято Вознесенской коштом нашим в городі Переяславлі воздвиженной и сооруженной».
Строительством этого храма было положено начало возрождения древней Переяславской епископии. Универсалом гетмана Мазепы от 4 января 1701 года монастырю, на территории которого находился собор, было передано село Мацковка, Трахтемировский перевоз и угодья.

## Использование собора в советское время
С советских времён и по настоящее время в соборе размещается музей-диорама «Битва за Днепр». В подвале Вознесенского собора размещен мавзолей вечной славы, где на стенах увековечены имена переяславщан, которые погибли на фронтах Великой Отечественной войны. В настоящее время решается вопрос о выселении музея и передаче собора Украинской православной церкви.
- Т. Шевченко, «Вознесенский собор в Переяславе», 1845
- Свято-Вознесенский собор
- Колокольня Свято-Вознесенского собора
- Коллегиум